# -از
پسوند -از (به انگلیسی: -ase) در بیوشیمی برای تشکیل نام آنزیم‌ها استفاده می‌شود. رایج‌ترین روش برای نامگذاری آنزیم‌ها افزودن این پسوند به انتهای بستر آن آنزیم است، به عنوان مثال، آنزیمی که پراکسیدها را تجزیه می‌کند، پراکسیداز نامیده می‌شود. آنزیمی که تلومرها را تولید می‌کند تلومراز نام دارد. گاهی اوقات نام آنزیم‌ها به جای بسترِ آن‌ها، از روی عملکردی که دارند، گرفته می‌شوند، به عنوان مثال آنزیمی که DNA را به رشته‌ها پلیمریزه (مونتاژ) می‌کند، Zپلیمراز نامیده می‌شود. همچنین ترانس کریپتاز معکوس را ببینید.

## ریشه زبانی
پسوند -از یک libfix مشتق شده از «دیاستاز»، اولین آنزیم شناخته شده‌است. استفاده از آن در آنزیم‌هایی که بعداً کشف شد توسط امیل دوکلوکس پیشنهاد شد، با هدف تجلیل از اولین دانشمندانی که دیاستاز را جداسازی کردند.

## همچنین ببینید
- آمیلاز
- DNA پلیمراز